# Липпо Вилладж
Липпо Вилладж — временная уличная трасса для автомобильных гонок, прокладываемая по улицам района Липпо Вилладж Каравачи города Тангеранг, Индонезия. В сезоне 2008—2009 года трасса должна была принять соревнования «А1 Гран-при» 8 февраля 2009 года.
О подготовке трассы было объявлено в середине 2008 года. Трассу разрабатывал Герман Тильке. Она располагалась в центре района, в её состав должны были войти участки вдоль университета Пелита Харапан и Супермола. Тильке старался свести к минимуму воздействие на город во время гонки, но тем не менее максимальная скорость должна была составить 308 км/ч при средней 176 км/ч. Часть площади у университета планировалось использовать для пит-лейна удвоенной вместимости. Трасса должна была раскрыть перед зрителями красоты Липпо Вилладж и находящиеся в районе коммерческие предприятия.
Однако трасса была исключена из календаря сезона 2008-09, поскольку местные промоутер и организаторы, отвечавшие за строительство трассы, не смогли выдержать заданные сроки. Трасса не была квалифицирована FIA к 6-8 февраля 2009 года.